# Agung Setyabudi
Agung Setyabudi (né le 2 novembre 1972 à Surakarta en Indonésie) est un joueur de football international indonésien, qui évoluait au poste de défenseur.

## Biographie

### Carrière en sélection
Avec l'équipe d'Indonésie, il joue 53 matchs (pour un but inscrit) entre 1993 et 2004. 
Il figure dans le groupe des sélectionnés lors des coupes d'Asie des nations de 1996 et de 2004.
Il joue également 21 matchs comptant pour les tours préliminaires des coupes du monde 1994, 1998, 2002 et 2006.